# 2009–2010-es angol labdarúgókupa
A 2009–2010-es angol labdarúgókupa a világ legrégebbi versenysorozata, a The Football Association Challenge Cup, röviden FA-kupa 129. szezonja. Az induló csapatok listáját az FA 2009. július 1-jén tette közzé honlapján. Mint a korábbi szezonban, most is 762 klub jelentkezését fogadták el. Egy klub, a Newcastle Blue Star még a párosítások kihirdetése előtt megszűnt. A csapat az első selejtezőkörben indult volna, ellenfelük így mérkőzés nélkül jutott tovább.
A verseny 2009. augusztus 15-én kezdődött az extra selejtezőkörrel és 2010. május 15-én ért véget a Wembley Stadionban tartott döntővel.
A győztes a címvédő a Chelsea FC lett. Mivel ők nyerték a 2010–11-es Premier League-et is, és a Portsmouth FC nem kapott UEFA-engedélyt az Angol labdarúgó-szövetségtől, az Európa-liga selejtezőhelyet a bajnokságban soron következő hetedik helyezett Liverpool FC szerezte meg.

## Eseménynaptár
A 2009–10-es szezon mérkőzésnapjai az Angol labdarúgó-szövetség szerint:
| Kör                   | Dátum                               | Mérkőzések száma | Csapatok  | Új érkezők a körben | Pénzdíj                                   | A kör játékosa                   |
| --------------------- | ----------------------------------- | ---------------- | --------- | ------------------- | ----------------------------------------- | -------------------------------- |
| Extra selejtezőkör    | 2009. augusztus 15.                 | 203              | 762 → 559 | 406: 357.–762.      | 750 £                                     |                                  |
| Selejtezőkör          | 2009. augusztus 29.                 | 167              | 559 → 392 | 131: 226.–356.      | 1 500 £                                   |                                  |
| Első selejtezőkör     | 2009. szeptember 12.                | 116              | 392 → 276 | 65: 161.–225.       | 3 000 £                                   | Bobby Traynor (Kingstonian)      |
| Második selejtezőkör  | 2009. szeptember 26.                | 80               | 276 → 196 | 44: 117.–160.       | 4 500 £                                   | Mark Danks (Northwich Victoria)  |
| Harmadik selejtezőkör | 2009. október 10.                   | 40               | 196 → 156 | –                   | 7 500 £                                   | Adam Webster (Hinckley United)   |
| Negyedik selejtezőkör | 2009. október 24.                   | 32               | 156 → 124 | 24: 93.–116.        | 12 500 £                                  | Danny Kedwell (AFC Wimbledon)    |
| Első kör              | 2009. november 7.                   | 40               | 124 → 84  | 48: 45.–92.         | 18 000 £                                  | Richard Brodie (York City)       |
| Második kör           | 2009. november 28.                  | 20               | 84 → 64   | –                   | 27 000 £                                  | Leon Legge (Brentford)           |
| Harmadik kör          | 2010. január 2.                     | 32               | 64 → 32   | 44: 1.–44.          | 67 500 £                                  | Jermaine Beckford (Leeds United) |
| Negyedik kör          | 2010. január 23.                    | 16               | 32 → 16   | –                   | 90 000 £                                  | Jermaine Beckford (Leeds United) |
| Ötödik kör            | 2010. február 13.                   | 8                | 16 → 8    | –                   | 180 000 £                                 | Gareth Bale (Tottenham Hotspur)  |
| Hatodik kör           | 2010. március 6.                    | 4                | 8 → 4     | –                   | 360 000 £                                 | Frédéric Piquionne (Portsmouth)  |
| Elődöntő              | 2010. április 10. 2010. április 11. | 2                | 4 → 2     | –                   | Győztesek: 900 000 £ Vesztesek: 450 000 £ | Didier Drogba (Chelsea)          |
| Döntő                 | 2010. május 15.                     | 1                | 2 → 1     | –                   | Győztes: 1 800 000 £ Vesztes: 900 000 £   |                                  |

## Selejtezők
Minden Premier League-en és The Football League-en kívüli csapatnak részt kell vennie a selejtezőkben. Az első selejtezők párosításait és dátumjait 2009. július 1-jén adták közzé.

## Első kör
A harmadosztályú és a negyedosztályú csapatok ebben a körben csatlakoztak a kiíráshoz. A sorsolást 2009. október 25-én tartották, a mérkőzéseket a 2009. november 6-án kezdődő héten játszották. Ebben a körben a nyolcadosztályú Paulton Rovers volt a legalacsonyabb osztályú csapat a résztvevők közül, ők a harmadosztályú Norwich City ellen szenvedtek vereséget.
| #          | Hazai csapat           | Eredmény | Venség csapat            | Nézőszám |
| ---------- | ---------------------- | -------- | ------------------------ | -------- |
| 1          | Gillingham             | 3–0      | Southend United          | 4605     |
| 2          | Grimsby Town           | 0–2      | Bath City                | 2103     |
| 3          | Gateshead              | 2–2      | Brentford                | 1150     |
| visszavágó | Brentford              | 5–2      | Gateshead                | 1960     |
| 4          | Chesterfield           | 1–3      | AFC Bournemouth          | 3277     |
| 5          | AFC Telford United     | 1–3      | Lincoln City             | 2809     |
| 6          | Stockport County       | 5–0      | Tooting & Mitcham United | 3076     |
| 7          | Burton Albion          | 3–2      | Oxford City              | 2207     |
| 8          | Barrow                 | 2–1      | Eastleigh                | 1655     |
| 9          | Oldham Athletic        | 0–2      | Leeds United             | 5552     |
| 10         | Cambridge United       | 4–0      | Ilkeston Town            | 2395     |
| 11         | York City              | 3–2      | Crewe Alexandra          | 3070     |
| 12         | Wycombe Wanderers      | 4–4      | Brighton & Hove Albion   | 2749     |
| visszavágó | Brighton & Hove Albion | 2–0      | Wycombe Wanderers        | 3383     |
| 13         | Hereford United        | 2–0      | Sutton United            | 1713     |
| 14         | Nuneaton Town          | 0–4      | Exeter City              | 2452     |
| 15         | Bristol Rovers         | 2–3      | Southampton              | 6646     |
| 16         | Carlisle United        | 2–2      | Morecambe                | 4181     |
| visszavágó | Morecambe              | 0–1      | Carlisle United          | 3307     |
| 17         | Forest Green Rovers    | 1–1      | Mansfield Town           | 1149     |
| visszavágó | Mansfield Town         | 1–2      | Forest Green Rovers      | 2496     |
| 18         | Oxford United          | 1–0      | Yeovil Town              | 6144     |
| 19         | Paulton Rovers         | 0–7      | Norwich City             | 2070     |
| 20         | Swindon Town           | 1–0      | Woking                   | 4805     |
| 21         | Port Vale              | 1–1      | Stevenage Borough        | 3999     |
| visszavágó | Stevenage Borough      | 0–1      | Port Vale                | 2894     |
| 22         | Luton Town             | 3–3      | Rochdale                 | 3167     |
| visszavágó | Rochdale               | 0–2      | Luton Town               | 1982     |
| 23         | Bromley                | 0–4      | Colchester United        | 4242     |
| 24         | Accrington Stanley     | 2–1      | Salisbury City           | 1379     |
| 25         | Millwall               | 4–1      | AFC Wimbledon            | 9453     |
| 26         | Stourbridge            | 0–1      | Walsall                  | 2014     |
| 27         | Shrewsbury Town        | 0–1      | Staines Town             | 3359     |
| 28         | Wealdstone             | 2–3      | Rotherham United         | 1638     |
| 29         | Torquay United         | 3–1      | Cheltenham Town          | 2370     |
| 30         | Barnet                 | 3–1      | Darlington               | 1654     |
| 31         | Notts County           | 2–1      | Bradford City            | 4213     |
| 32         | Huddersfield Town      | 6–1      | Dagenham & Redbridge     | 5858     |
| 33         | Milton Keynes Dons     | 1–0      | Macclesfield Town        | 4868     |
| 34         | Rushden & Diamonds     | 3–1      | Hinckley United          | 1540     |
| 35         | Northwich Victoria     | 1–0      | Charlton Athletic        | 2153     |
| 36         | Aldershot Town         | 2–0      | Bury                     | 2519     |
| 37         | Wrexham                | 1–0      | Lowestoft Town           | 2402     |
| 38         | Hartlepool United      | 0–1      | Kettering Town           | 2645     |
| 39         | Tranmere Rovers        | 1–1      | Leyton Orient            | 3180     |
| visszavágó | Leyton Orient          | 0–1      | Tranmere Rovers          | 1518     |
| 40         | Northampton Town       | 2–1      | Fleetwood Town           | 3077     |

## Második kör
A kör sorsolását 2009. november 28-án és november 29-én tartották az első kör 40 győztesének részvételével. A hatodosztályú Bath City FC és a Staines Town FC voltak a kör legalacsonyabb osztályú csapatai, de egyikőjük sem jutott tovább.
| #          | Hazai csapat           | Eredmény | Vendég csapat       | Nézőszám |
| ---------- | ---------------------- | -------- | ------------------- | -------- |
| 1          | Northwich Victoria     | 1–3      | Lincoln City        | 3 544    |
| 2          | Northampton Town       | 2–3      | Southampton         | 4 858    |
| 3          | Hereford United        | 0–1      | Colchester United   | 2 225    |
| 4          | Tranmere Rovers        | 0–0      | Aldershot Town      | 3 742    |
| visszavágó | Aldershot Town         | 1–2      | Tranmere Rovers     | 4 060    |
| 5          | Kettering Town         | 1–1      | Leeds United        | 4 837    |
| visszavágó | Leeds United           | 5–1†     | Kettering Town      | 10 670   |
| 6          | Gillingham             | 1–0      | Burton Albion       | 4 996    |
| 7          | Wrexham                | 0–1      | Swindon Town        | 3 011    |
| 8          | Brighton & Hove Albion | 3–2      | Rushden & Diamonds  | 3 638    |
| 9          | Rotherham United       | 2–2      | Luton Town          | 3 210    |
| visszavágó | Luton Town             | 3–0      | Rotherham United    | 2 518    |
| 10         | Milton Keynes Dons     | 4–3      | Exeter City         | 4 867    |
| 11         | Brentford              | 1–0      | Walsall             | 2 611    |
| 12         | Carlisle United        | 3–1      | Norwich City        | 3 946    |
| 13         | Accrington Stanley     | 2–2      | Barnet              | 1 501    |
| visszavágó | Barnet                 | 0–1      | Accrington Stanley  | 1 288    |
| 14         | Oxford United          | 1–1      | Barrow              | 6 082    |
| visszavágó | Barrow                 | 3–1      | Oxford United       | 2 754    |
| 15         | AFC Bournemouth        | 1–2      | Notts County        | 6 082    |
| 16         | Stockport County       | 0–4      | Torquay United      | 1 690    |
| 17         | Cambridge United       | 1–2      | York City           | 3 505    |
| 18         | Bath City              | 1–2      | Forest Green Rovers | 3 325    |
| 19         | Port Vale              | 0–1      | Huddersfield Town   | 5 311    |
| 20         | Staines Town           | 1–1      | Millwall            | 2 753    |
| visszavágó | Millwall               | 4–0      | Staines Town        | 3 452    |

† – hosszabbítás után

## Harmadik kör
A kör sorsolását 2009. november 29-én tartották a Wembley stadionban. Az első- és másodosztályú csapatok ebben a körben csatlakoztak a második kör győzteseihez. A mérkőzéseket 2010. január 2-án és január 3-án játszották, az erős havazások miatt azonban sok mérkőzést elhalasztottak január közepéig.
Az ötödosztályú Barrow, a Forest Green Rovers, a Luton Town és a York City voltak a legalacsonyabb osztályú, ligán kívüli csapatok a körben, de egyikőjük sem jutott tovább.
A Manchester United is kiesett ebben a körben, a harmadosztályú Leeds United győzte le a csapatot. Ez volt az első alkalom 1984 óta, hogy nem jutottak tovább a harmadik körből, akkor a Bournemouth ejtette ki őket. A 'Nagy négyes' közül a Liverpool sem tudott továbbjutni, őket hazai pályán győzte le a másodosztályú Reading.
| #                                             | Hazai csapat        | Eredmény | Vendég csapat           | Nézőszám |
| --------------------------------------------- | ------------------- | -------- | ----------------------- | -------- |
| 1                                             | Tottenham Hotspur   | 4–0      | Peterborough United     | 35 862   |
| 2                                             | Brentford           | 0–1      | Doncaster Rovers        | 2 883    |
| 3                                             | Middlesbrough       | 0–1      | Manchester City         | 12 474   |
| 4                                             | Stoke City          | 3–1      | York City               | 15 586   |
| 5                                             | Notts County        | 2–1      | Forest Green Rovers     | 4 389    |
| 6                                             | Huddersfield Town   | 0–2      | West Bromwich Albion    | 13 472   |
| 7                                             | Sheffield United    | 1–1      | Queens Park Rangers     | 11 461   |
| visszavágó                                    | Queens Park Rangers | 2–3      | Sheffield United        | 5 780    |
| 8                                             | Milton Keynes Dons  | 1–2      | Burnley                 | 11 816   |
| 9                                             | Chelsea             | 5–0      | Watford                 | 40 912   |
| 10                                            | Nottingham Forest   | 0–0      | Birmingham City         | 20 975   |
| visszavágó                                    | Birmingham City     | 1–0      | Nottingham Forest       | 9 399    |
| 11                                            | Preston North End   | 7–0      | Colchester United       | 7 621    |
| 12                                            | West Ham United     | 1–2      | Arsenal                 | 25 549   |
| 13                                            | Aston Villa         | 3–1      | Blackburn Rovers        | 25 453   |
| 14                                            | Portsmouth          | 1–1      | Coventry City           | 11 214   |
| visszavágó                                    | Coventry City       | 1–2†     | Portsmouth              | 7 097    |
| 15                                            | Sunderland          | 3–0      | Barrow                  | 25 190   |
| 16                                            | Wigan Athletic      | 4–1      | Hull City               | 5 335    |
| 17                                            | Everton             | 3–1      | Carlisle United         | 31 196   |
| 18                                            | Sheffield Wednesday | 1–2      | Crystal Palace          | 8 690    |
| 19                                            | Tranmere Rovers     | 0–1      | Wolverhampton Wanderers | 7 476    |
| 20                                            | Blackpool           | 1–2      | Ipswich Town            | 7 332    |
| 21                                            | Fulham              | 1–0      | Swindon Town            | 19 623   |
| 22                                            | Torquay United      | 0–1      | Brighton & Hove Albion  | 4 028    |
| 23                                            | Scunthorpe United   | 1–0      | Barnsley                | 5 457    |
| 24                                            | Southampton         | 1–0      | Luton Town              | 18 786   |
| 25                                            | Bristol City        | 1–1      | Cardiff City            | 7 289    |
| visszavágó                                    | Cardiff City        | 1–0      | Bristol City            | 6 731    |
| 26                                            | Reading             | 1–1      | Liverpool               | 23 656   |
| replay                                        | Liverpool           | 1–2†     | Reading                 | 31 063   |
| 27                                            | Millwall            | 1–1      | Derby County            | 10 531   |
| visszavágó                                    | Derby County        | 1–1      | Millwall                | 7 183    |
| a Derby County nyert 5 – 3-ra tizenegyesekkel |                     |          |                         |          |
| 28                                            | Plymouth Argyle     | 0–0      | Newcastle United        | 16 451   |
| visszavágó                                    | Newcastle United    | 3–0      | Plymouth Argyle         | 15 805   |
| 29                                            | Leicester City      | 2–1      | Swansea City            | 12 307   |
| 30                                            | Bolton Wanderers    | 4–0      | Lincoln City            | 11 193   |
| 31                                            | Accrington Stanley  | 1–0      | Gillingham              | 1 322    |
| 32                                            | Manchester United   | 0–1      | Leeds United            | 74 526   |

† – hosszabbítás után

## Negyedik kör
A kör sorsolását 2010. január 3-án tartották a Wembley stadionban. A mérkőzéseket 2010. január 23-án és január 24-én játszották.
A negyedosztályú Accrington Stanley és a Notts County voltak a legalacsonyabb osztályú csapatok ebben a körben; az Accrington Stanley nem jutott tovább, míg a Notts County visszavágón legyőzte az élvonalbeli Wigant a DW Stadionban.
| #          | Hazai csapat            | Eredmény | Vendég csapat           | Nézőszám |
| ---------- | ----------------------- | -------- | ----------------------- | -------- |
| 1          | Southampton             | 2–1      | Ipswich Town            | 20 446   |
| 2          | Reading                 | 1–0      | Burnley                 | 12 910   |
| 3          | Derby County            | 1–0      | Doncaster Rovers        | 11 316   |
| 4          | Cardiff City            | 4–2      | Leicester City          | 10 961   |
| 5          | Stoke City              | 3–1      | Arsenal                 | 19 735   |
| 6          | Notts County            | 2–2      | Wigan Athletic          | 9 073    |
| visszavágó | Wigan Athletic          | 0–2      | Notts County            | 5 519    |
| 7          | Scunthorpe United       | 2–4      | Manchester City         | 8 861    |
| 8          | West Bromwich Albion    | 4–2      | Newcastle United        | 16 102   |
| 9          | Everton                 | 1–2      | Birmingham City         | 30 875   |
| 10         | Accrington Stanley      | 1–3      | Fulham                  | 3 712    |
| 11         | Bolton Wanderers        | 2–0      | Sheffield United        | 14 572   |
| 12         | Portsmouth              | 2–1      | Sunderland              | 10 315   |
| 13         | Preston North End       | 0–2      | Chelsea                 | 23 119   |
| 14         | Aston Villa             | 3–2      | Brighton & Hove Albion  | 39 725   |
| 15         | Wolverhampton Wanderers | 2–2      | Crystal Palace          | 14 449   |
| visszavágó | Crystal Palace          | 3–1      | Wolverhampton Wanderers | 10 282   |
| 16         | Tottenham Hotspur       | 2–2      | Leeds United            | 35 750   |
| visszavágó | Leeds United            | 1–3      | Tottenham Hotspur       | 37 704   |

## Ötödik kör
A kör sorsolását Geoff Thomas és Stephanie Moore közreműködésével tartották 2010. január 24-én a Wembley stadionban. A mérkőzéseket 2010. február 13-án és február 14-én játszották. A negyedosztályú Notts County volt a kör legalacsonyabb osztályú csapata, őket az élvonalbeli Fulham győzte le 4–0-ra.
| #          | Hazai csapat         | Eredmény | Vendég csapat        | Nézőszám |
| ---------- | -------------------- | -------- | -------------------- | -------- |
| 1          | Crystal Palace       | 2–2      | Aston Villa          | 20 486   |
| visszavágó | Aston Villa          | 3–1      | Crystal Palace       | 31 874   |
| 2          | Manchester City      | 1–1      | Stoke City           | 28 019   |
| visszavágó | Stoke City           | 3–1†     | Manchester City      | 21 813   |
| 3          | Derby County         | 1–2      | Birmingham City      | 21 043   |
| 4          | Bolton Wanderers     | 1–1      | Tottenham Hotspur    | 13 596   |
| visszavágó | Tottenham Hotspur    | 4–0      | Bolton Wanderers     | 31 436   |
| 5          | Chelsea              | 4–1      | Cardiff City         | 40 827   |
| 6          | Fulham               | 4–0      | Notts County         | 16 132   |
| 7          | Reading              | 2–2      | West Bromwich Albion | 18 008   |
| visszavágó | West Bromwich Albion | 2–3†     | Reading              | 13 985   |
| 8          | Southampton          | 1–4      | Portsmouth           | 31 385   |

† – hosszabbítás után

## Hatodik kör
A kör sorsolását a korábbi angol válogatott Luther Blissett és tv-közvetítő Tim Lovejoy közreműködésével tartották 2010. február 14-én a Wembley stadionban. A mérkőzéseket 2010. március 6-án és március 7-én játszották. A másodosztályú Reading volt a kör legalacsonyabb osztályú csapata.
| 2010. március 7. 16:00 | Chelsea               | 2 – 0       | Stoke City | Stamford Bridge, London Nézőszám: 41 322 Játékvezető: Martin Atkinson (Nyugat-Yorkshire) |
| 2010. március 7. 16:00 | Lampard 35' Terry 67' | Jegyzőkönyv |            | Stamford Bridge, London Nézőszám: 41 322 Játékvezető: Martin Atkinson (Nyugat-Yorkshire) |

| 2010. március 6. 17:20 | Fulham      | 0 – 0 | Tottenham Hotspur | Craven Cottage, London Nézőszám: 24 533 Játékvezető: Mark Clattenburg (County Durham) |
| 2010. március 6. 17:20 | Jegyzőkönyv |       |                   | Craven Cottage, London Nézőszám: 24 533 Játékvezető: Mark Clattenburg (County Durham) |

| 2010. március 7. 13:45 | Reading      | 2 – 4       | Aston Villa            | Madejski Stadion, Reading Nézőszám: 23 175 Játékvezető: Mike Dean (Cheshire) |
| 2010. március 7. 13:45 | Long 27' 42' | Jegyzőkönyv | A. Young 47' Carew 51' | Madejski Stadion, Reading Nézőszám: 23 175 Játékvezető: Mike Dean (Cheshire) |

| 2010. március 6. 12:30 | Portsmouth        | 2 – 0       | Birmingham City | Fratton Park, Portsmouth Nézőszám: 20 456 Játékvezető: Steve Bennett (Kent) |
| 2010. március 6. 12:30 | Piquionne 67' 70' | Jegyzőkönyv |                 | Fratton Park, Portsmouth Nézőszám: 20 456 Játékvezető: Steve Bennett (Kent) |

### Újrajátszás
| 2010. március 24. 19:45 | Tottenham Hotspur                           | 3 – 1       | Fulham     | White Hart Lane, London Nézőszám: 35 432 Játékvezető: Martin Atkinson (Nyugat-Yorkshire) |
| 2010. március 24. 19:45 | Bentley 47' Pavljucsenko 60' Guðjohnsen 66' | Jegyzőkönyv | Zamora 17' | White Hart Lane, London Nézőszám: 35 432 Játékvezető: Martin Atkinson (Nyugat-Yorkshire) |

## Elődöntő
Az elődöntő sorsolását David Ginola és Jason Cundy közreműködésével tartották a Wembley stadionban 2010. március 7-én. Mindkét mérkőzést a Wembley stadionban játszották 2010. április 10-én és április 11-én.
| 2010. április 10. 17:00 | Aston Villa | 0 – 3       | Chelsea                              | Wembley Stadion, London Nézőszám: 85 472 Játékvezető: Howard Webb (Dél-Yorkshire) |
| 2010. április 10. 17:00 |             | Jegyzőkönyv | Drogba 68' Malouda 89' Lampard 90+5' | Wembley Stadion, London Nézőszám: 85 472 Játékvezető: Howard Webb (Dél-Yorkshire) |

| 2010. április 11. 16:00 | Tottenham Hotspur | 0 – 2 (h.u.) | Portsmouth                            | Wembley Stadion, London Nézőszám: 84 602 Játékvezető: Alan Wiley (Staffordshire) |
| 2010. április 11. 16:00 |                   | Jegyzőkönyv  | Piquionne 99' Boateng 117' (11-esből) | Wembley Stadion, London Nézőszám: 84 602 Játékvezető: Alan Wiley (Staffordshire) |

## Döntő
| 2010. május 15. 15:00 | Chelsea    | 1 – 0       | Portsmouth | Wembley Stadion, London Nézőszám: 88 335 Játékvezető: Chris Foy (Merseyside) |
| 2010. május 15. 15:00 | Drogba 59' | Jegyzőkönyv |            | Wembley Stadion, London Nézőszám: 88 335 Játékvezető: Chris Foy (Merseyside) |

## Külső hivatkozások
- Az FA-kupa a thefa.com-on